# L'Enlèvement (film, 2023)
Pour les articles homonymes, voir L'Enlèvement.
Pour plus de détails, voir Fiche technique et Distribution.

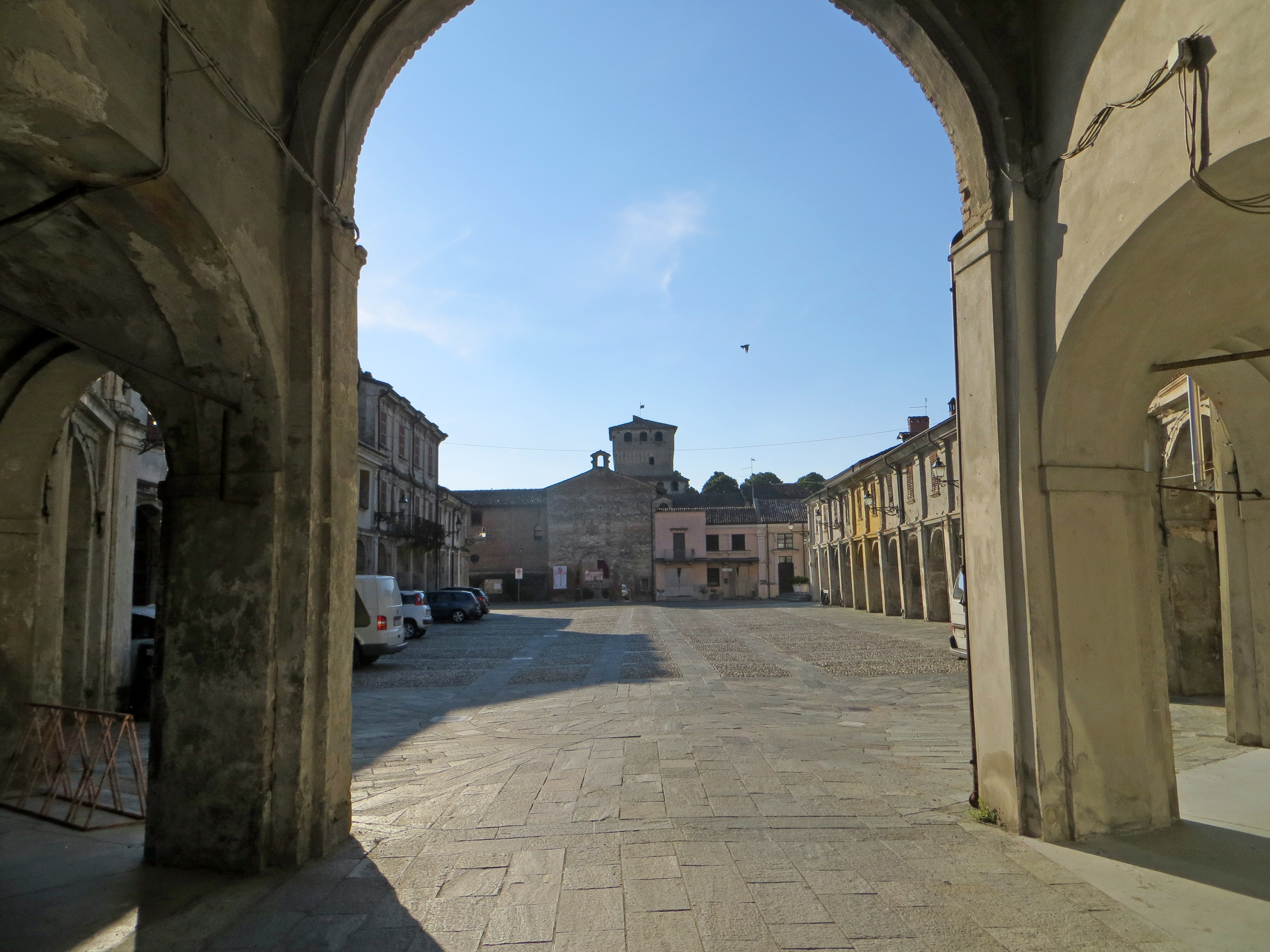
Place Minozzi, Roccabianca

L'Enlèvement (Rapito) est un drame historique italo-franco-allemand co-écrit et réalisé par Marco Bellocchio, sorti en 2023.
Le film s'inspire de l'histoire vraie d'Edgardo Mortara (1851-1940), jeune garçon juif, enlevé de force de sa famille bolonaise, en 1858, pour être élevé comme chrétien auprès du pape dans la Cité du Vatican.
Il est présenté en compétition officielle au festival de Cannes 2023.

## Synopsis
En 1858, dans le quartier juif de Bologne, les soldats du pape viennent, sur ordre de l'Inquisiteur de Bologne Pier Gaetano Feletti, s'emparer d'un fils de la famille Mortara, Edgardo, qui a près de sept ans. Bologne fait à l'époque partie des États pontificaux.
Une ancienne femme de chambre de la famille, Anna Morisi, a confié avoir ondoyé en secret l'enfant, malade et au seuil de la mort alors qu'il n'avait que six mois, parce qu'elle craignait qu'il reste dans les limbes éternellement. Le Code de droit canonique impose que, puisque baptisé, Edgardo reçoive une éducation catholique.
Ses parents se battent pour le revoir, soutenus par une opinion publique de plus en opposée au pouvoir temporel de l'Église. Mais le pape Pie IX refuse le retour de l'enfant vers ses parents, invoquant le non possumus. Au cours des années suivantes, Edgardo grandit dans la foi catholique.
Mais l'unification italienne progresse, réduisant les pouvoirs temporels de la papauté. En 1859, Bologne devient partie intégrante du royaume de Sardaigne. Pier Gaetano Feletti est arrêté et jugé pour l'enlèvement du petit Edgardo, mais finalement acquitté pour n'avoir fait qu'obéir aux ordres de son supérieur, le pape. Il faut attendre 1870 pour que Rome devienne enfin italienne.
Edgardo, alors jeune adulte, est devenu un catholique convaincu, qui souhaite être ordonné prêtre. Il refuse de rejoindre sa famille. Il ira néanmoins plusieurs années plus tard voir sa mère sur son lit de mort, et veut en profiter pour la baptiser, mais la mourante refuse et récite le Chema Israël.

## Fiche technique
- Titre francophone : L'Enlèvement[1]
- Titre original : Rapito (titres provisoires finalement non retenus : La conversione[2], Non possumus[3])
- Réalisation : Marco Bellocchio
- Scénario : Marco Bellocchio et Susanna Nicchiarelli
- Musique : Fabio Massimo Capogrosso
- Décors : Andrea Castorina
- Costumes : Sergio Ballo, Daria Calvelli
- Photographie : Francesco Di Giacomo (it)
- Son : Adriano Di Lorenzo
- Montage : Francesca Calvelli
- Sociétés de production : IBC Movie, Kavac Film, Rai Cinema, Ad Vitam, The Match Factory, Arte France Cinéma
- Sociétés de distribution : 01 Distribution (Italie), Ad Vitam (France)
- Budget : 11 millions d'euros[réf. nécessaire]
- Pays d'origine :  Italie,  France,  Allemagne
- Langues : italien, latin, hébreu, émilien
- Genre : drame historique
- Durée : 125 minutes
- Date de sortie :
  - France : 23 mai 2023 (festival de Cannes), 1er novembre 2023 (sortie nationale)[1]
  - Italie : 25 mai 2023

## Distribution
- Enea Sala (VF : Alban Aumard) : Edgardo Mortara enfant
  - Leonardo Maltese (de) : Edgardo Mortara adulte
- Fausto Russo Alesi (VF : Éric Caravaca) : Salomone "Momolo" Mortara, le père
- Barbara Ronchi (VF : Dea Liane) : Marianna Padovani Mortara, la mère
- Paolo Pierobon (it) (VF : Hervé Pierre) : Pie IX
- Fabrizio Gifuni (VF : Christian Gonon) : Pier Gaetano Feletti, l'inquisiteur
- Filippo Timi (VF : Félicien Juttner) : le cardinal Giacomo Antonelli
- Renato Sarti (it) (VF : Bruno Raffaelli) : le recteur
- Paolo Calabresi (VF : Jean-Michel Fête) : Sabantino Scazzocchio
- Corrado Invernizzi (it) (VF : Arnaud Bedouët) : le juge Carboni
- Fabrizio Contri (it) (VF : Nicolas Lormeau) : l'avocat de la défense
- Giustiniano Alpi (VF : Florent Dorin) : l'avocat de l'accusation
- Aurora Camatti (VF : Léna Tournier-Bernard) : Anna Morisi
- Bruno Cariello (VF : Sylvain Clément) : le maréchal Lucidi
- Andrea Gherpelli (it) : Angelo Padovani
- Alessandro Fiorucci : le père Domenicano

## Production

### Tournage
Le lieu de tournage principal est la Piazza Loris Minozzi à Roccabianca, dans la province de Parme, où la maison de la famille Mortara a été reconstituée.
À Bologne, des scènes sont tournées dans le Palazzo d'Accursio, aussi appelé Palazzo Comunale, situé sur la Piazza Maggiore, actuelle mairie de la ville de Bologne, ainsi que dans l'église baroque de San Barnaba à Modène.
La synagogue filmée est celle de Sabbioneta, dans la province de Mantoue dans la région Lombardie.

## Accueil critique
Le film reçoit une note moyenne de 4.1/5 sur le site Allociné, sur la base de 35 critiques. Sur le site de Rotten tomatoes, il enregistre un score de 81%.

## Distinctions

### Récompenses
- Rubans d'argent 2023 : meilleur film, meilleur réalisateur, meilleur scénario, meilleure actrice , meilleur acteur dans un second rôle et meilleur montage[6]
- David di Donatello 2024[7],[8] :
  - Meilleur scénario adapté
  - Meilleur décorateur
  - Meilleurs costumes
  - Meilleur maquilleur
  - Meilleur coiffeur

### Nominations
- César 2024 : Meilleur film étranger
- David di Donatello 2024 :
  - Meilleur film
  - Meilleur réalisateur
  - Meilleure actrice pour Barbara Ronchi
  - Meilleure photographie
  - Meilleur montage
  - Meilleurs effets visuels

### Sélection
- Festival de Cannes 2023 : sélection officielle, en compétition